# Тарасий Вербицкий
Тарасий Вербицкий (ум. 1790) — архимандрит Кирилловского и Киево-Братского монастырей Русской православной церкви, ректор Киевской духовной академии с 12 августа 1768 по 16 января 1774 года.

## Биография
О детстве и мирской жизни Тарасия сведений практически не сохранилось, известно лишь, что он обучался в Киевской духовной академии. По окончании курса КМА принял чин пострижения и остался при академии преподавателем в низших классах; в 1758 году он преподавал синтаксиму.
Затем Тарасий Вербицкий определен был кафедральным проповедником в городе Киеве, а в 1766 году произведен был во игумена Кирилловского монастыря. 

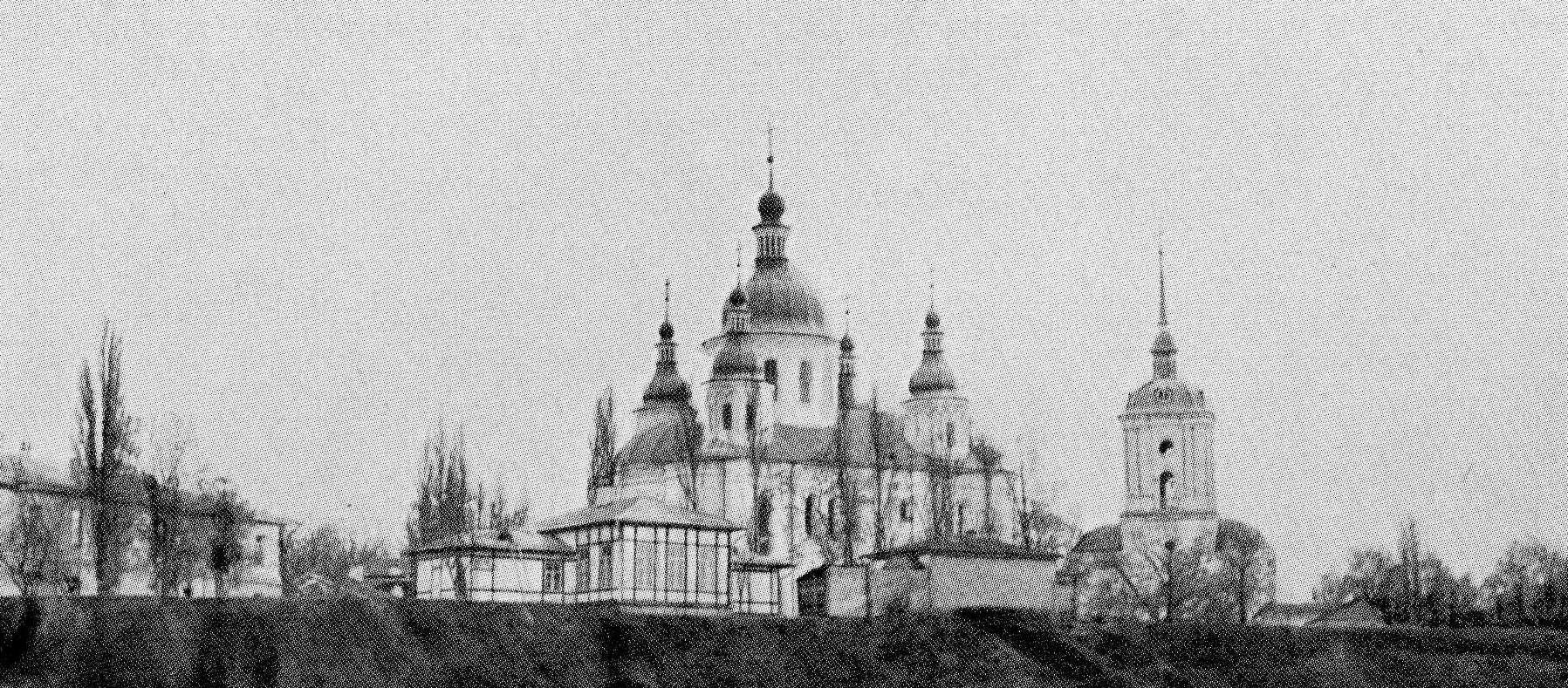
Кирилловский монастырь в начале XX века
(большая часть строений была уничтожена большевиками после октябрьского переворота)

12 августа 1768 года отец Тарасий был переведен архимандритом Киево-Братского Богоявленского монастыря и назначен руководителем в альма-матер; во время своего ректорства в КМА преподавал богословие.
В 1773 году Тарасий вызван был в Санкт-Петербург на чреду священнослужения и в качестве проповедника с оставлением в должности ректора академии. Однако в Киев он не вернулся, так как 16 января 1774 года его перевели архимандритом в Антониев монастырь Новгородской епархии.
В июле 1774 года отец Тарасий был переведен Варлаамо-Хутынский Спасо-Преображенский монастырь расположенный на правом берегу реки Волхов, на северной окраине деревни Хутынь.
В апреле 1775 года Тарасий Вербицкий был направлен в Иверский Богородичный монастырь; в 1778 году он, наконец, он вернулся в Киев, будучи определен архимандритом в Киевский Златоверхо-Михайловский монастырь.
В 1787 году отец Тарасий ушел на покой и жил в Киево-Печерской лавре, где и скончался 24 февраля 1790 года.
Тарасий был известен как проповедник; из его проповедей, произнесённых им при дворе в бытность его в Петербурге, напечатаны лишь некоторые в 1773 и 1774 гг., большая же часть их, по свидетельству митрополита Евгения, осталась в рукописях.

## Сочинения
- Слово о бодрости, с которою должен быть препровождаем всякаго християнина, достохвальный подвиг — СПб., 1774.
- Слово о трудах, достойных воздаяния, в торжественных день с. апостола Андрея Первозваннаго — СПб., 1774.